# Muro de la Fuente (cómic)
El Muro de la Fuente, es una estructura cósmica ficticia creada para el Universo de DC Comics. Esta estructura, creada como concepto en los cómics del Cuarto Mundo por Jack Kirby, por el cual, originalmente no fue creado ni representado sino es una referencia que inicialmente el escritor utilizó como una "barrera límite final", en el que se describe como un monumento para gigantes cósmicos encarcelados alrededor. Esta estructura se encuentra en el borde del Universo conocido, siendo la barrera límite de todo el Multiverso DC. Más allá de esta estructura, se encuentra una potente energía cósmica viviente, denominada "La Fuente".

## Creación e Inspiración
El muro en sí no fue creado ni representado por Jack Kirby, aunque se refirió a esta barrera como "una frontera final", un cerco entre el Universo conocido y un ente cósmico de energía denominada "La Fuente". Además, se describirla que se encontraba rodeada por inmensas estatuas gigantes de antiguos seres que fueron encarcelados y condenados por su sed de poder a su alrededor para protegerla. El muro sería mostrado finalmente y estrenado por primera vez durante el crossover entre Marvel Cómics y DC Comics llevado a cabo entre las revistas de The Uncanny X-Men y Los Nuevos Jóvenes Titanes, siendo creado por Walter Simonson y Chris Claremont. Simonson proporcionaría esta información contandola en una publicación hecha para el portal Comic Book Resources:

"El Muro de la Fuente", como se entiende visual y actualmente para el Universo DC, apareció por primera vez en el crossover de los X-Men /Teen Titans... el Muro como tal nunca apareció en los Nuevos Dioses de Jack Kirby.
Lo que apareció fue una secuencia introductoria de cuatro páginas en Nuevos Dioses Número Cinco, en la que Metron, usando su silla Mobius, explora el "límite final". "Y en algún lugar más allá de este lugar, se encuentra "La Fuente": el mayor de los misterios". Una descripción adicional se sugiere que esto es la Galaxia Prometiana, un lugar donde se encuentran los gigantes, donde "todos los caminos hacia La Fuente llegan a su fin--". Visualmente, hay una foto a doble página de un gigante atado a una enorme pieza de escombros dibujado por Kirby. Hay otro panel con una cabeza más grande de una mujer que intentó alcanzar "el estado máximo". Y falló. Y, en el texto, Metron señala que "más allá de todo el conocimiento y el amplio concepto que está más allá de nuestro alcance, el misterio de la Fuente se encuentra: serena - omnipotente - y todo saber".
Sin embargo, no hay una imagen de un Muro de la Fuente que rodee como tal. No hay una barrera visual final más allá de la cual una entidad no pudiese aventurarse. Ningún muro lleno de entidades que intentaron romper la barrera final y que hayan fracasado y se hayen subsumiendo dentro del Muro. Chris y yo inventamos esta noción, y en su visualización, para el crossover de los X-Men/Teen Titans, extrapolando claramente lo que Jack ya había hecho. La parte más clara de la invención, es que aparentemente, la noción del Muro y su funcionamiento eran tan perfectas para la mitología existente de los Nuevos Dioses, que la gente realmente no recuerda exactamente de dónde vino."

Según Jack Kirby, cuando asistió a una edición de la San Diego Comic-Con de fines de la década de los años 1980, la inspiración que se tuvo para el tamaño del Muro proviene de "Rock my soul in the bosom of Abraham", una canción religiosa que contiene una letra, "Tan alto que no puedes sobrepasarlo/tan bajo que no puedes sobreponerte/tan ancho que no puedes sobrellevarlo/pero que tienes que pasar por la puerta".

## Historia ficticia

### La Fuente
La Fuente es la "fuente" de todo lo que existe y actúa como una energía ilimitada de la cual surgió toda la vida en el Universo. La Fuente se creó y fue creada gracias a la aparición del Universo hace aproximadamente 19 mil millones de años. Fue Principalmente asociada con los Nuevos Dioses y sus antecesores, los Antiguos Dioses, la Fuente ha sido el supuesto origen de la "Ola Divina", que se cree que ha sido responsable de crear y capacitar a los "Dioses" con sus habilidades divinas. También parece ser parcialmente responsable de la capacidad de ciertas personas para que puedan desarrollar superpoderes, especialmente aquellos que desafían las leyes de la física. En el borde del multiverso conocido está el Muro de la Fuente, que protege a la Fuente, y atrapa a todos aquellos que intentan pasar más allá como los Gigantes Prometeicos.

#### Biografía Ficticia
En La Galaxia Prometeica, una de las regiones más remotas del universo, se encuentra cercada por el límite del Universo, una zona denominada el Muro de la Fuente, allí esta "Barrera Final" que se encuentra más allá que cualquier ser haya visto jamás, se encuentran las respuestas a la naturaleza de una fuerza cósmica llamada La Fuente. Los seres conocidos como los Gigantes Prometeos, encerrados allí para formar el muro, en sus vidas anteriores intentaron romper el Muro, siendo condenados a viajar a través del espacio estando en animación suspendida permanentemente por su arrogancia. el Nuevo Dios conocido como Metrón a menudo es conocido por venir a la Galaxia Prometeica para contemplar la Fuente.
Una de las pocas personas conocidas que ingresaron a la Fuente fue un ser que resultó siendo amalgama de Zeus, Odín, Ares, Jove y Highfather. Se sabe que otros seis seres cósmicos también han logrado llegar hasta el Muro de la Fuente: Entre ellos, el Kryptoniano Superman, durante la historia de DC: One Million, una versión del hombre de acero proveniente de varios siglos en el futuro, se supone que este cruzó el Muro de la Fuente y la estudió La Fuente misma, ganándose muchas habilidades; Barry Allen sería el primer humano terrestre en lograrlo (como se vio en la historia pre-crisis del cómic Super-Team Family #15); el Espectro (usando tanto a los ávatares de Jim Corrigan como el de Hal Jordan); Uno de los casos peculiares, fue cuando Metron cuando hizo equipo con Swamp Thing (como se vio en las páginas de Swamp Thing Volumen 1 #62); además, entre otros personajes, cabe citar a Lucifer Morningstar, Highfather y Darkseid, juntos, también han logrado destruir parcialmente el Muro de la Fuente en algún momento, llegando a cruzarlo y llegar ante la Fuente, aunque esta destrucción solo se haya limitado a crear una fisura creada para poder llegar donde reside "La Fuente". 
Además, hubo un momento en el cual un destello llegó hasta la Fuente para curar a Orión de los Nuevos Dioses cuando alguna vez estuvo a punto de morir, pero lo que no sabía Orión es que este no recordaba que la Fuente lo transportó al interior donde reside la Fuente, y que luego de su estancia, no recordaba nada de su tiempo en el interior. En el caso del Espectro original, Jim Corrigan, cuando entró a aventurarse, logró atravesar una grieta temporal en la pared y entró a la Fuente durante el evento conocido como "Génesis", como se narró en las páginas Espectro Volumen 3 #58, mientras buscaba a Dios, quien en ese momento se encontraba desaparecido del Cielo. Durante su tiempo dentro de la Fuente, tuvo un breve vistazo de ver lo que era ser "Dios" antes de ser rechazado por la fuerza cósmica. La Fuente, para poder continuar su búsqueda en el otro lado al tener vagas instrucciones, viajó "primero a la Tierra, y luego a su interior". Durante el breve tiempo que Hal Jordan fue avatar del Espectro, llegó a estar más allá del Muro de la Fuente, teniendo una conversación con el Old-Timer, un antiguo Guardián Oano del Universo, que llegó a residir en el lugar, y allí contempló una batería gigante de Linterna Verde. Mientras hablaba con el Old Timer, éste le preguntó: "¿Es esta La Fuente?" El Old Timer le respondió: "Esto es apenas la forma que tiene para que sea para su comprensión". El Old Timer luego llevaría a Jordan a la batería de poder y le explicó que sin ninguna carga positiva o negativa, no habría energía ni vida en ella. Después de abandonar "La Fuente", Jordan sintió que una parte de sí mismo todavía residía en La Fuente. Cuando Lucifer Morninstar llegó por casualidad al Muro de la Fuente, vio lo que parecía un enorme hombre amarillento hecho de roca. Lucifer se posó sobre su hombro mientras buscaba a Michael en el Universo DC. Según Sea o no lo que fuere esta fuerza o energía cósmica, así es como se ha descrito las manifestaciones físicas de La Fuente; o al menos es así como Lucifer ha descrito La Fuente desde su perspectiva, que deja temporalmente desconocida su naturaleza. Parece que los humanos y otros seres, como los ángeles, cuando pasan el Muro de la Fuente, ven la Fuente de maneras diferentes, es decir, que son muy pocos los que realmente comprenden la naturaleza real de esta fuerza cósmica.
En una historia acerca de la confrontación final con Gog, la Sociedad de la Justicia de América derrotaría al poderoso dios al quitarle la cabeza, con Superman y Starman usando un portal que termina por ser enviada la cabeza al Muro de la Fuente que atrapa a Gog para siempre.
En Countdown, se revela que los 52 universos están rodeados cada uno por un muro de origen, con la sangría rodeando los muros que separan a cada universo.Los Monitores se refieren que podría haber un desastre inminente si no actúan para detener el viaje de las personas que constantemente atraviesan entre sí los 52 universos, pero en el número 38 de Countdown, finalmente se revela que cada vez que un ser pasa entre universos, rompe un poco el muro de origen entre cada universo. Si uno de estos muros de la fuente se rompe demasiadas veces, colapsará y conducirá al caos y a la destrucción de su universo. En Countdown #23, Superman-Prime operaría desde una cueva dentro del Muro de la Fuente, específicamente en una sección que bordea a Tierra-15. Se menciona el deterioro que se ha dado y que luego destruye con su visión de calor, causando una reacción en cadena devastadora destruyendo a su paso Tierra-15.

#### Darkseid y el muro de la fuente
La conexión de Darkseid con el Muro de la Fuente es muy notable porque no sólo se ha unido a él varias veces, sino que se ha suprimido su conexión con el muro varias veces. En la publicación de la historieta de Superman/Batman de Jeph Loeb, Darkseid sería lanzado a la pared por Superman y luego sería separado de él debido a un acuerdo negociado con una versión alternativa de sí mismo. A lo largo de la regla de Darkseid en Apokolips y su reinado como un Dios de nuevo, él ha hecho de uno de sus objetivos principales destruir el Muro de la Fuente.
El padre de Darkseid, Yuga Khan, una vez intentó desentrañar el misterio incognoscible de la Fuente también. Sin embargo, como tantos otros antes que él, Khan se convertiría en uno más como parte de la gran muralla. En uno de los intentos de Darkseid para romper el muro, liberó a su padre Yuga, pero su propia insaciable hambre por los secretos de la Fuente le llevó al encarcelamiento en el Muro de la Fuente.

#### La muerte de los nuevos dioses
La miniserie La Muerte de los Nuevos Dioses presentaría de nuevo al Muro de la Fuente, pero de manera un poco más ampliada, y actualizaría una serie de elementos al concepto. Además de un segundo Muro de la Fuente fue creado para almacenar las almas de los Nuevos Dioses muertos, la Fuente misma revela que nunca ha residido realmente detrás del muro, y que solo ésta reside en la Sangría que descansa más allá del muro. El muro es un aspecto del universo que impide que la Fuente se fusione con su "otra mitad", que se dividió en la entidad denominada la Anti-Vida, tras un ataque por parte de los Dioses Antiguos. En última instancia, conspiraría para destruir el Muro de la Fuente, lo que le permitiría que las entidades de la Anti-Vida ingresasen completamente en nuestro universo y la Fuente se fusionase con él, volviéndose una vez más completa. Al final de Countdown, se mostraría al muro de la fuente maltrecho, con trozos de la pared flotando por el espacio.
En la historia Superman/Batman: Tormento, Superman estaría encarcelado dentro de la Fuente mientras Desaad controlaría al personal de Highfather. Sin embargo, Batman sería capaz de tomar el control del personal, y Superman los usaría como un ancla para atravesar el Muro de la Fuente y salir de la Fuente.
Durante los acontecimientos de los números de la revista de los Teen Titans, atraparon a Superboy-Prime dentro del Muro de la Fuente después de su regreso, ya que era el único tipo de prisión con la que aún no habían tratado de contenerlo, a pesar de que esto fuese un error debido a que este se aprovecharía de estas fuerzas para sus propósitos.

#### Los Nuevos 52/DC: Renacimiento
Durante los acontecimientos del arco de Linterna Verde, Lights Out, un gigante antiguo de un pasado anterior del Universo, que se hacía llamar a sí mismo Relic, surgió de lo que se llamaría "La Anomalía", un punto en el espacio/tiempo que no se ajusta a las leyes normales del universo general, y comenzaría una guerra accidental contra el Cuerpo de Linternas de cada espectro emocional. Se revela que Relic era un científico que vino de un universo que existió antes de la existencia del Universo DC actual. Relic advirtió a los portadores del espectro al cual denominó como Lightsmiths, de su universo previo que el espectro emocional era un recurso limitado y que podía agotarse. Para probar su teoría, buscó en el universo buscando el "depósito" de la energía emocional del universo. Sus exploraciones lo llevaron hasta el Muro de la Fuente de su universo. Cuando los diversos coleccionistas de energía emocional se oscurecieron y el espectro emocional se agotó, su universo comenzó a colapsar. Entonces, Relic entraría al Muro de la Fuente como un último acto de su plan por este descubrimiento cuando su universo murió finalmente. Cuando entró en la pared gracias a que encontró una grieta, fue separado a un nivel molecular y pasaría a renacer en el universo actual. Esto se contó en las páginas de Linterna verde Volumen 5 #21 (de septiembre del 2013).
Al final del evento de Lights Out, se revela que el reservorio de esta energía emocional estaría ubicado detrás del Muro de la Fuente, y que Kyle Rayner, siendo en su momento el único Linterna del espectro de la luz Blanca, sería poseído por múltiples Entidades moribundas, siendo capaz de atravesar y recargar temporalmente su anillo tanto del reservorio como de la Fuente al entregar las entidades allí, posponiendo así la muerte del universo. Sin embargo, no tendría recuerdos conscientes de lo que sucedió dentro del Muro de la Fuente; sin embargo, un Guardián del Universo leyó su mente e indicó que el conocimiento sigue estando presente, pero que simplemente fue suprimido.
Finalmente, se descubrió que, estando oculto detrás del Muro de la Fuente, también estaba el miembro opuesto de la Ecuación de la Anti-Vida, la llamada Ecuación de la Vida, y que Kyle Rayner sin saberlo, la habría reclamado y suplantado al introducirla en su Anillo Blanco, para escapar del Muro de la Fuente después de que llenara el Depósito Emocional.
Durante la historia subsecuenta a "Lights Out", llamada "Godhead", Hal Jordan se ve forzado a hacer una alianza incómoda con Black Hand contra los Nuevos Dioses de Nueva Génesis. En la batalla que se produce cerca al Muro de la Fuente, Mano Negra desata a los espíritus de los Linternas Verdes caídos contra los soldados de Nueva Génesis, pero cuando los soldados de Nueva Génesis los rodearon, sonreírían con satisfacción al ver que el Muro de la Fuente era una fosa común. Mano Negra reanimaría las tumbas del Muro de la Fuente para atacar a los soldados de Nueva Génesis, sin embargo, al tocar la Pared de la Fuente no tendría efectos negativos enMano Negra cuando sus brazos comenzaron a convertirse en piedra. Pronto descubrió que ya no podía levantar y controlar a los muertos y que todo lo que tocaba se convertía en piedra. Hal regresaría al Muro de la Fuente con un Mano Negra inconsciente y le pidió a Relic, que había estado estudiando el Muro de la Fuente, que encontrara una manera de deshacer los efectos de los poderes de Mano Negra. Sin embargo, Mano Negra despierta y los ataca, pero el Muro de la Fuente finalmente lo arrastra y lo consume. Aunque no se ve, es implícito que todos los leviatanes reanimados en aquel momento también fueron de nuevo arrastrados hacia al Muro de la Fuente.

##### DC: Renacimiento
Al final de la miniserie Dark Nights: Metal, cuando Batman, Wonder Woman, Hal Jordan, Aquaman y Superman se vieron obligados a usar el décimo metal, que tiene la capacidad de crear o destruir la materia basada en los deseos de sus portadores, por lo que para poder derrotar a Barbatos y reconstruir la destrucción que dejó a su paso, el poder de este metal fue tan poderosa, que también llegó inadvertidamente hasta el Muro de la Fuente agregando los deseos sublimados al Universo, destruyendo por completo el Muro de la Fuente de manera casi definitiva. Batman también teorizaría que el Muro de la Fuente en realidad había estado ocultando del Universo DC lo que existe en el otro lado, y ahora que está abierto, cualquier cosa que haya afuera en el espacio exterior (en el que se insinúa el regreso de seres como Imperiex o Yuga Khan), que ahora hay un acceso completo a nuevas amenazas para el Universo actual. La primera amenaza que llega más allá del Muro de la Fuente serían los Omega Titans, unos seres conformado por cuatro antiguos seres cósmicos, llamados Entropía, Misterio, Sabiduría y Maravilla, que se despertaron cuando el Muro de la Fuente fue destruido, por lo que se cree que crearon la vida en el Universo DC diseminandola en los planetas del Universo muchos milenios antes, y que desde hace tiempo planteaban reabsorber a estos planetas para ver cuál es la verdadera inteligencia del universo predominante; otro efecto secundario de la destrucción del Muro de la Fuente es que el Hipertiempo comenzó a morir, además, el planeta Tierra junto al resto del universo, las fuerzas liberadas de la Fuente comenzaron a ser bombardera al planeta y al resto del universo con una serie de energías cósmicas y escombros exóticos, provenientes del destruido Muro de la Fuente, causando eventos emergentes aleatorios que han ido alterando peligrosamente y transformando algunas formas de vida como la de los humanos en la Tierra. Otra amenaza que se extendería más allá del Muro de la Fuente sería la de un sol sensible llamado "Umbrax", una fuerza emocional atemporal y oscura del cosmos conectada que actúa como la fuente del Espectro Invisible. También se revelaría que más allá del Muro de la Fuente se encuentra la Barrera de la Fuerza, un campo de energía que mantiene y condena en la inactividad a seis de las Siete Energías Ocultas de la Creación (entre los cuales, una de ellas, se encuentra la más famosa de estas fuerzas, la llamada Fuerza de la Velocidad positiva y su contraparte negativa por la cual, se revela como la Séptima). Cuando fue destruido el Muro de la Fuente, la Barrera de la Fuerza se dañó y corrompió, Hunter Zolomon (alias Flash Reverso) reveló que una las energías que se liberaron fue la Still Force. Más tarde, Hunter Zolomon manipularía a Barry Allen y a Wally West para que corrieran lo suficientemente rápido como para que finalmente rompiera la Barrera entre Fuerzas, que no solo logró debilitar aún más el Muro de la Fuente, sino que también permitió que liberase a las otras fuerzas como la Strength Force y la Force Barrier. La destrucción de la Barrera de Fuerzas también resultó como consecuencia liberar al verdadero Bart Allen, quien afirmó haber estado retenido en la barrera. Más tarde, a Barry le mostraría la verdad de lo que ha habido detrás de las fuerzas que se revelan como parte de lo que se denomina la "Forever Force", sin embargo, todas las fuerzas habían quedado estando en disputa, más no en cooperación, y debido a eso, estas fueron bloqueadas por un usuario de Speed Force, como lo había sido todo este tiempo Barry. Las fuerzas comenzarían a desgarrar el Multiverso.

## Apariciones en otros medios
- El Muro de la Fuente ha sido mostrado en el episodio "Destroyer" de la serie animada de la Liga de la Justicia Ilimitada.
- En el Crossover intereditorial de Marvel y DC Comics, "JLA/Avengers" del 2003, se revela la aparición del Muro de la Fuente en el número 3 de la miniserie, donde el Doctor Doom sería encarcelado en el Muro de la Fuente durante un intento de ataque al Universo DC, donde fue derrotado por un equipo de la Liga de la Justicia, en el que Hawkeye hizo temporalmente equipo.